# 曾珠如
曾珠如（1915年—1979年3月11日），生於日治台灣臺中廳貓羅堡阿罩霧（今台中市霧峰區）。為霧峰林家林攀龍之妻，中國國民黨籍，曾任第一屆制憲國民大會代表。

## 生平
其父曾文川，為台中霧峰實業家，家境富有，與林獻堂家族為世交。畢業於彰化高女（今國立彰化女子高級中學），曾參與霧峰一新會，任社會部委員，曾在日曜講座演講多次，得到林獻堂讚賞。經林獻堂搓合，1930年認識林攀龍，1935年，由蔡培火作媒，與林攀龍結婚。
在第二次世界大戰結束後，中華民國政府於1945年接管台灣。林獻堂於1946年重建霧峰一新會，由其子林攀龍任主席，曾珠如為學藝部長。曾珠如當選臺中縣婦女會理事長，於1947年由臺中縣婦女會推舉為國民大會代表候選人，與吳素貞同屆當選第一屆制憲國民大會代表。
婚後因多次流產，與林攀龍未生下子女，由林博正過繼。1979年3月11日，病逝於臺大醫院。